# Maria Backman

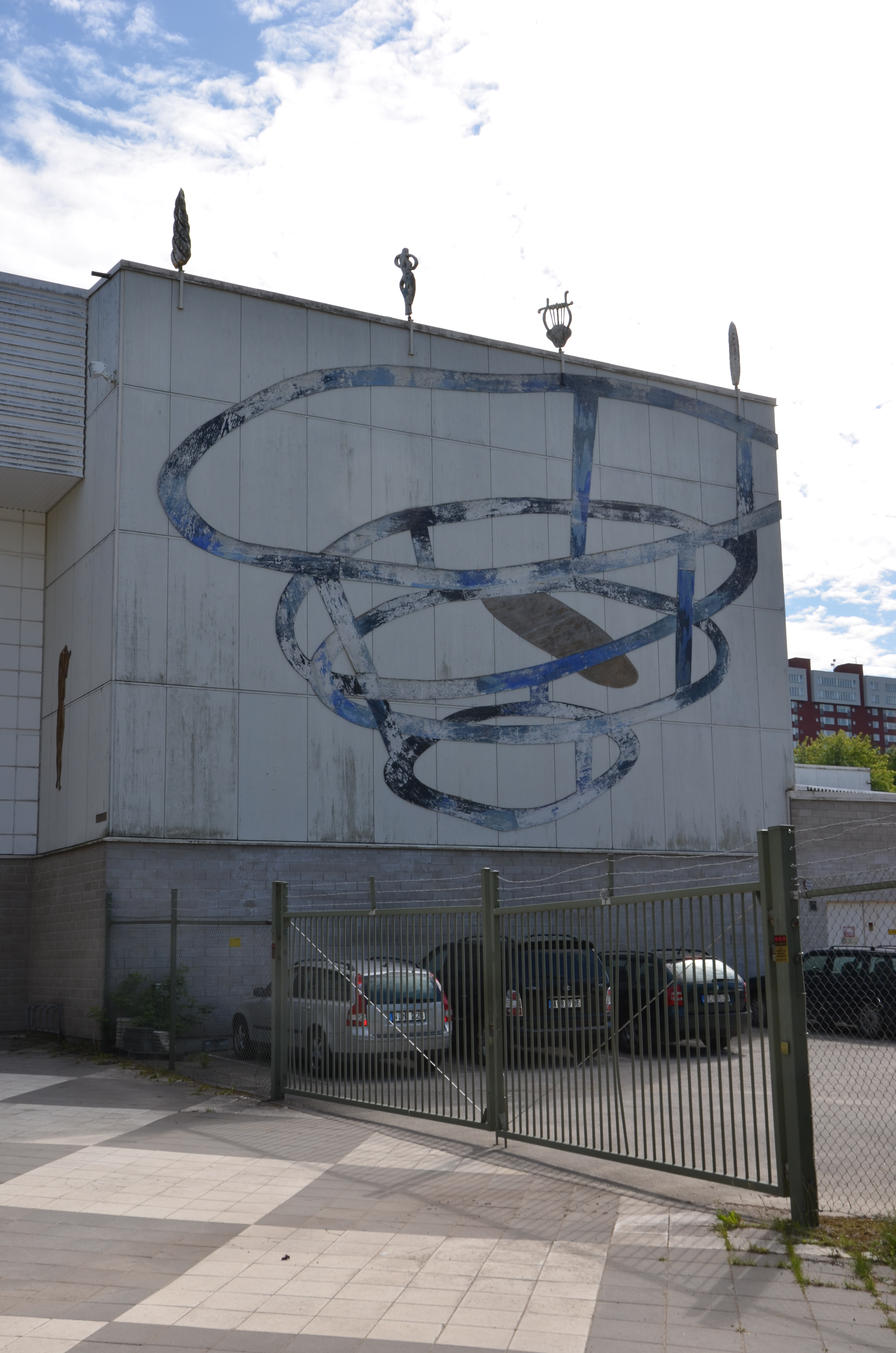
Fasadutsmyckning på Riksteatern i Hallunda

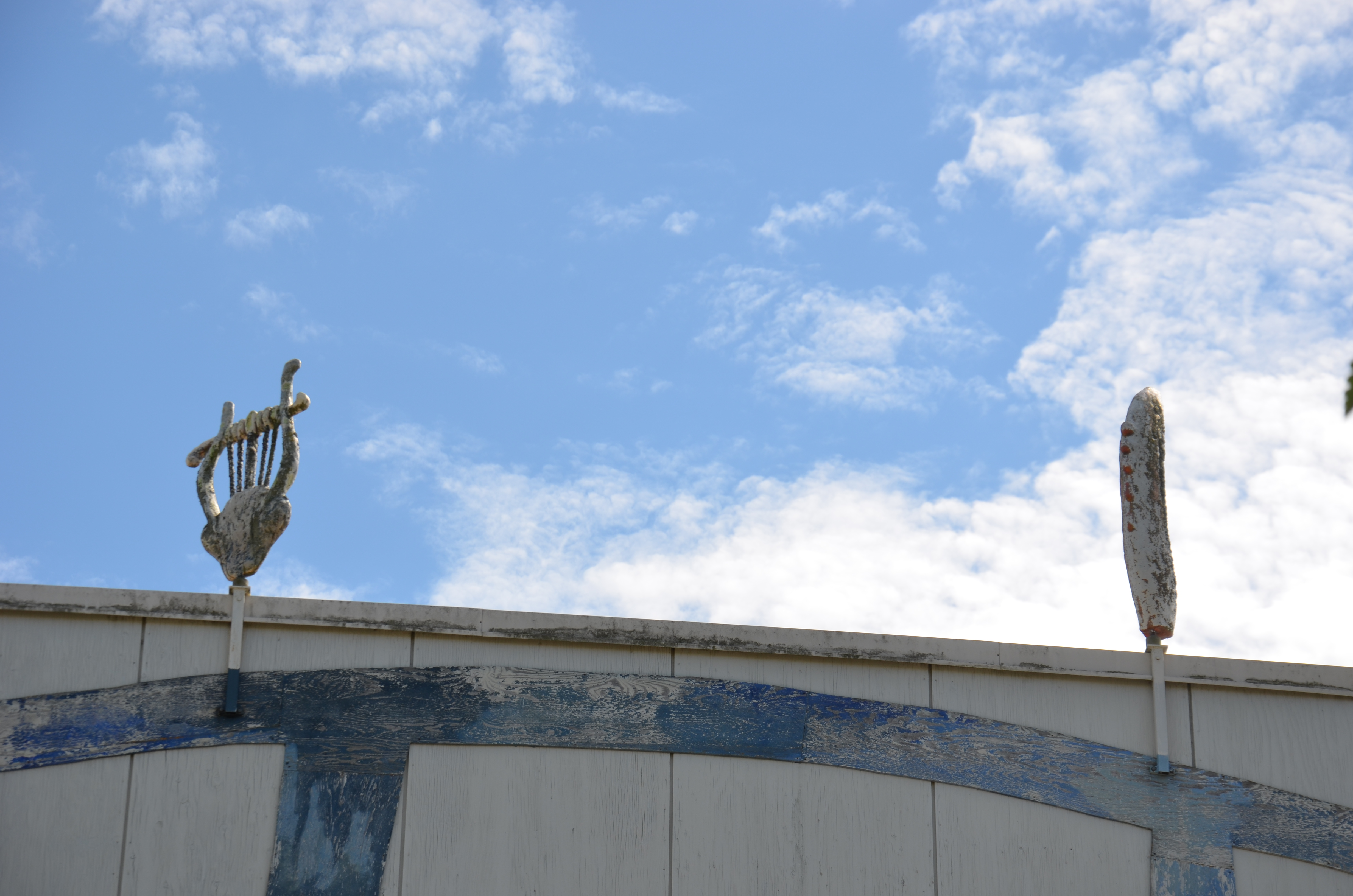
Takryttare, detalj av fasadutsmyckning på Riksteatern i Hallunda

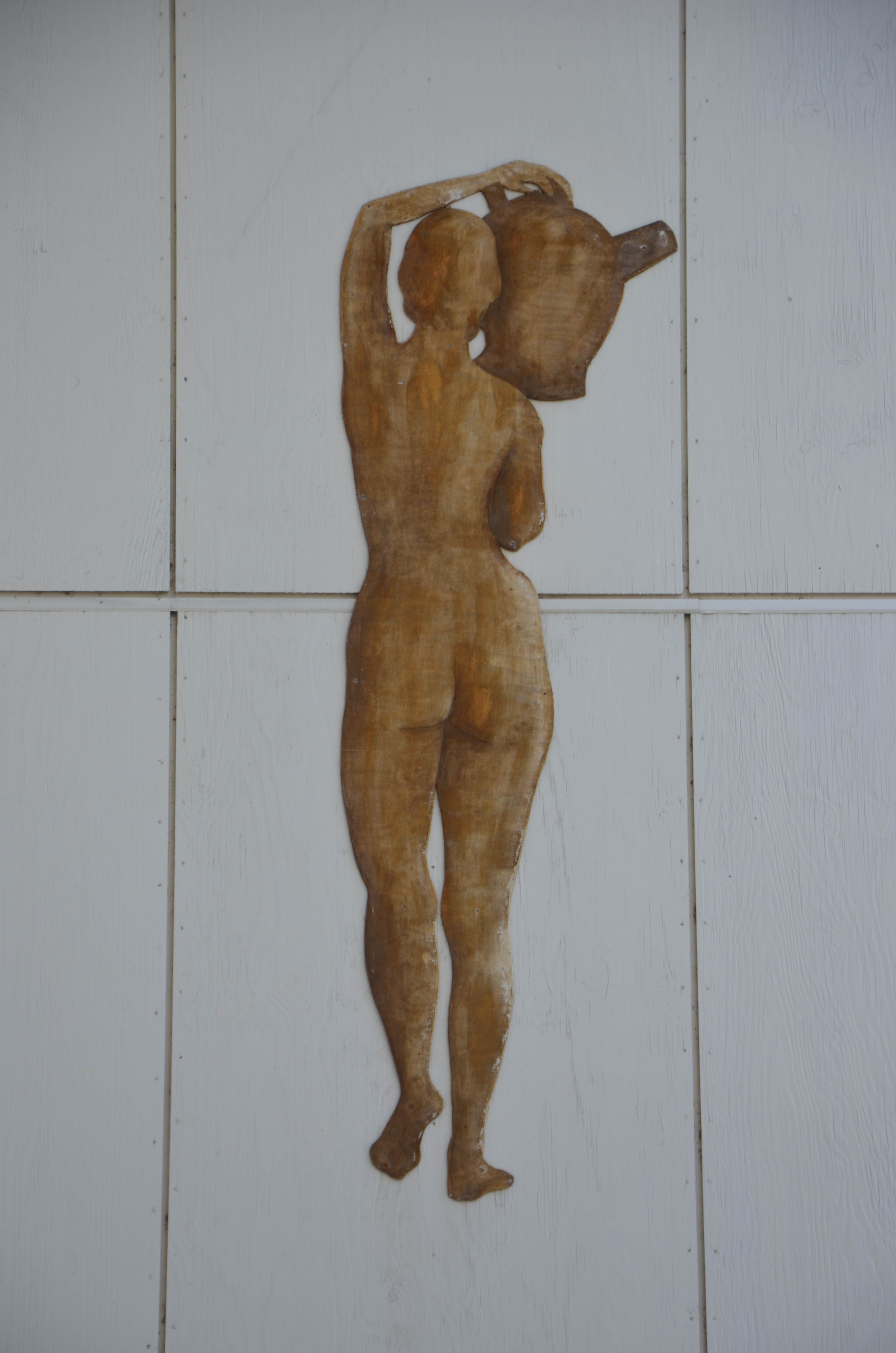
Detalj av fasadutsmyckning på Riksteatern i Hallunda

Åsa Maria Backman Koch, född 30 oktober 1954 i Ludvika, är en svensk konstnär. 
Maria Backman utbildade sig på institutionen för måleri och dekorativ målning på Konstfack i Stockholm 1974-1980 och på Konsthögskolan i Umeå 2004–2005 samt på Kungl Konsthögskolan i Stockholm 2013 och 2014-2015 . Hon har också studerat bland annat konstvetenskap på Stockholms universitet 1988-1990.

## Offentliga verk i urval
- Utsmyckning på Riksteaterns fasad, målning på träfiberplattor, 1990, Hallunda i Botkyrka
- Järnbärare, pelare i gjutjärn och betong, 1995, Högbergsskolan i Ludvika
- Riket är ditt, brons, 2002, Neglinge Skola i Saltsjöbaden
- Stjärnorna visar vägen, terrazzobetong med belysning och uppvärmning, 2011, Tuppenparken i Norrköping